# Plicosepalus meridianus
Plicosepalus meridianus är en tvåhjärtbladig växtart som först beskrevs av Danser, och fick sitt nu gällande namn av D. Wiens & R.M. Polhill. Plicosepalus meridianus ingår i släktet Plicosepalus och familjen Loranthaceae. Inga underarter finns listade i Catalogue of Life.